# Megastylus caseyi
Megastylus caseyi là một loài tò vò trong họ Ichneumonidae.